# Oristicta filicicola
Oristicta filicicola – gatunek ważki z rodziny Isostictidae. Endemit Australii; występuje w północnej i północno-wschodniej części stanu Queensland oraz na wyspach w Cieśninie Torresa.